# Tetranchyroderma polyacanthus
Tetranchyroderma polyacanthus är en djurart som tillhör fylumet bukhårsdjur, och som först beskrevs av Adolf Remane 1927.  Tetranchyroderma polyacanthus ingår i släktet Tetranchyroderma och familjen Thaumastodermatidae. Inga underarter finns listade i Catalogue of Life.